# Bernard Parisse
Bernard Parisse es un matemático francés docente de la universidad Joseph-Fourier (UJF) de  (Isère/Alpes franceses), fue el principal desarrollador del sistema CAS/SAC que se integró en las series de calculadoras HP 49 (1999) y sus sucesoras HP-40G, 40gs, 49g+, 48gII, HP 50 (2006).
Desde 2001 desarrolla Xcas/Giac famoso sistema de álgebra computacional (CAS/SAC) que hace parte de núcleo de cálculo simbólico de la calculadora HP Prime como también de Geogebra
Note que Giac es en si el SAC o motor de cálculo simbólico que contiene un conjunto de bibliotecas escritas en C++ y Xcas es una interfaz gráfica simple que usa el Giac.